# Кебро, Антонио
Антоньо-Тразибюль Кебро (фр. Antonio Thrasybule Kébreau; 11 ноября 1909, Порт-о-Пренс, Гаити — 13 января 1963, Петьонвиль, Гаити) — гаитянский военный деятель, председатель Военного совета Гаити (1957).

## Биография
Родился в семье генерала Трасибюля Кебро. Окончил Военную академию и начал военную карьеру. Его продвижению по службе активно способствовал будущий президент Поль Маглуар.
В 1946 г. активно участвовал в разгоне студенческих волнений. В 1948 г. окончил учебные курсы американской пехотной школы в Форт Беннинг, штат Джорджия, а затем — в Форт-Ливенворт, штат Канзас.
В 1957 г. был произведен в полковники и назначен командующим южными вооруженными силам. В том же году организовал переворот против временного президента Даниэля Финьоля.
В июне-октябре 1957 г. — председатель Военного совета Гаити, глава государства. В военное правительство наряду с ним входили полковники Эмиль Замор и Адриен Вальвилль.
В октябре 1957 г. он передал власть победившему на президентских выборах Франсуа Дювалье. Первоначально он был назначен на шестилетний срок в качестве главы армии Гаити. Однако некоторое время спустя, Дювалье направил ему письмо, в котором просил генерала передать двадцать офицеров в президентское подчинение. В связи с тем, что Кебро проигнорировал эту просьбу, то в марте 1958 г. был смещен со своего поста.
В 1959 г. он был назначен послом в Ватикане, а в 1961 г. — в Италии. В 1962 г. вернулся в Гаити. В январе 1963 г. бывший глава Гаити скоропостижно скончался, по некоторым сведениям был отравлен по приказу Дювалье.